# Síria nos Jogos Olímpicos
A Síria participou pela primeira vez dos Jogos Olímpicos em 1948, mas não participou das 4 Olimpíadas seguintes. O país voltou aos Jogos em 1968, e mandou atletas para competir em quase todas es edições dos Jogos Olímpicos de Verão desde então, não participando apenas dos Jogos de 1976. O país nunca participou dos Jogos Olímpicos de Inverno.
Atletas da Síria ganharam um total de 3 medalhas em três esportes diferentes.
O Comitê Olímpico Nacional da Síria foi criado em 1948.

## Lista de Medalhistas
| Medalha           | Nome           | Jogos            | Esporte                                   | Evento                 |
| ----------------- | -------------- | ---------------- | ----------------------------------------- | ---------------------- |
| Medalha de prata  | Joseph Atiyeh  | 1984 Los Angeles | Lutas                                     | Luta livre - 90–100 kg |
| Medalha de ouro   | Ghada Shouaa   | 1996 Atlanta     | Atletismo                                 | Heptatlo               |
| Medalha de bronze | Naser Al Shami | 2004 Atenas      | Boxe nos Jogos Olímpicos de Verão de 2004 | Peso Pesado            |